# 1988年夏季奥林匹克运动会花样游泳比赛
1988年夏季奥林匹克运动会花样游泳比赛共有2个赛事。

## 奖牌榜
| Event         | 金牌                                          | 银牌                                            | 铜牌                              |
| 单人 （詳細） | 卡罗琳·沃尔多 · 加拿大（CAN）                 | Tracie Ruiz · 美国（USA）                       | 小谷实可子 · 日本（JPN）          |
| 双人 （詳細） | 加拿大（CAN） · 米歇尔·卡梅伦 · 卡罗琳·沃尔多 | 美国（USA） · Karen Josephson · Sarah Josephson | 日本（JPN） · 小谷实可子 · 田中京 |

## 各国奖牌榜
| 排名 | 国家／地区    | 金牌 | 银牌 | 铜牌 | 總數 |
| ---- | ------------- | ---- | ---- | ---- | ---- |
| 1    | 加拿大（CAN） | 2    | 0    | 0    | 2    |
| 2    | 美国（USA）   | 0    | 2    | 0    | 2    |
| 3    | 日本（JPN）   | 0    | 0    | 2    | 2    |